# Henri Vever
Henri Jean Baptiste Eugène Vever, né à Metz le 16 octobre 1854 et mort le 23 septembre 1942 à Noyers (Eure), est un joaillier, écrivain et collectionneur d'art français, rattaché au courant de l'Art nouveau. Il est aussi un bibliophile renommé et l'un des principaux collectionneurs d'œuvres d'art japonais d'avant guerre. Il a contribué au renom de la joaillierie Vever.

## Biographie

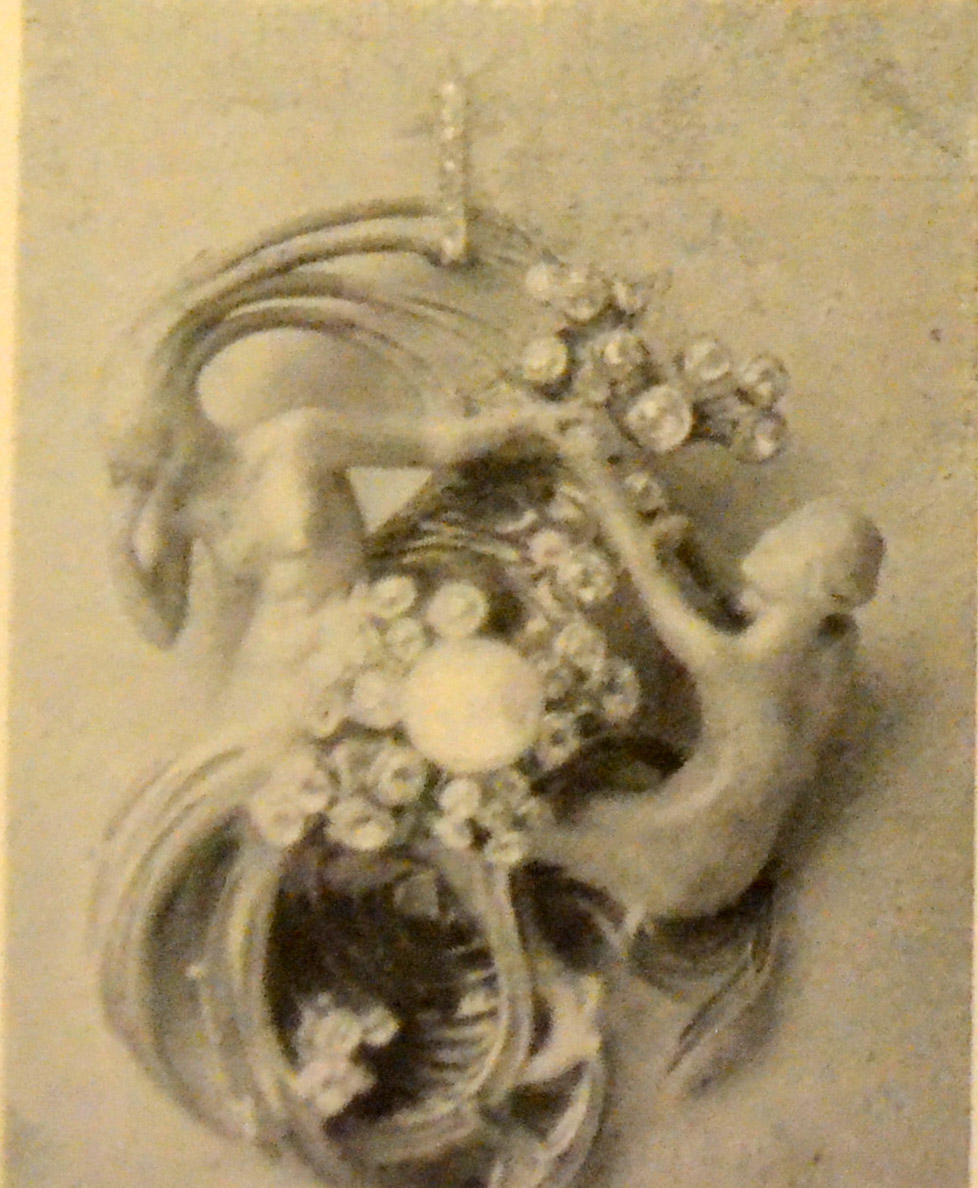
Bijou (pendant d'oreille) exposé par Henri Vever lors de l'Exposition universelle de 1900 à Paris.

Après l'annexion de la Moselle par l'Allemagne, en 1871, la famille d'Henri Vever quitte Metz pour s'installer à Paris, où son père, Jean-Jacques Ernest Vever, achète un atelier de joaillerie. Henri Vever devient apprenti tout en suivant des cours à l'École des arts décoratifs de Paris. En 1873, Vever entre à l'École des beaux-arts dans les ateliers d'Aimé Millet et de Jean-Léon Gérôme. En 1881, il reprend avec son frère l'atelier paternel. La même année, il épouse Jeanne Monthiers[réf. souhaitée].
En 1885, Vever achète ses premiers tableaux[réf. souhaitée]. En 1891, il voyage en Russie et expose à Moscou. À partir de 1892, il devient un familier des dîners du marchand d'art et mécène Siegfried Bing. Vever expose ensuite des œuvres de joaillerie à l'Exposition universelle de 1893 de Chicago. L'année suivante, il fait don de 40 estampes japonaises au musée du Louvre. En février 1897, il vend sa collection de tableaux, qui comprend plusieurs toiles de Claude Monet, dont La Plage de Sainte-Adresse, et d'Alfred Sisley à la galerie Georges Petit. En 1900, Vever rejoint une association franco-japonaise d'art. Il succède à Siegfried Bing, mort en 1905, à la présidence de la Société des amis de l'art japonais. Il est élu maire de Noyers la même année. En 1906-1908, Vever publie La bijouterie française au XIXe siècle (1800-1900), un ouvrage de référence en la matière. En 1913, il rédige, avec Georges Marteau, un article sur les miniatures persanes[source secondaire nécessaire], pour l'exposition de 1912 sur les arts musulmans. En effet, il se consacre désormais à une collection de manuscrits persans[réf. souhaitée]. Son frère meurt en 1915.
En 1919, l'entreprise Vever est chargée de créer l'épée d'honneur offerte au maréchal Foch par la Ville de Paris sur un modèle de Jules Chadel. Henri Vever se retire deux ans plus tard, en 1921, et meurt en 1942.
Il est enterré au Cimetière du Montparnasse (18e division).
Grand collectionneur de bijoux français, il a fait don de ses collections au musée des Arts décoratifs de Paris en 1924. La Maison Vever ne ferma qu'en 1982. Sa collection d'œuvres d'art japonaises, en particulier d'estampes, est l'une des plus importantes jamais rassemblées[source secondaire nécessaire]. Il en vendit une partie au cours de la Première Guerre mondiale à Matsukata Kōjirō, dont une grande partie est conservée au musée national de Tokyo. Le reste de sa collection fut essentiellement dispersé au cours des années 1970,.

## Distinctions
- Officier de la Légion d'honneur (1939).

## Œuvre
Vever engage le jeune René Lalique et est lui-même le créateur de bijoux à émaux cloisonnés comme La Bretonne[réf. nécessaire]. Vers 1900, Vever est un important représentant du courant de l'Art nouveau avec des bijoux comme Sylvia[réf. nécessaire].
Il est l'auteur d'un ouvrage réputé d'histoire de la bijouterie française au XIXe siècle en trois tomes. Il y retrace l’évolution du bijou et sa diffusion à travers les diverses classes de la société. La volonté d'Henri Vever était de laisser une encyclopédie dans laquelle le goût pouvait se former[source secondaire nécessaire]. Outre de nombreux dessins et photographies, l'œuvre regorge d'anecdotes[source secondaire nécessaire].
Les papiers d'Henri Vever, datant de la période 1875-1932, sont conservés à Washington à la Freer Gallery of Art et aux Arthur M. Sackler Gallery Archives : s'y trouvent six journaux, un grand livre d'acquisitions d'art, des peintures à l'huile par Vever et des photographies.
Une exposition consacrée à Henri Vever est organisée par ses descendants en juin 2023, dans un showroom 9 rue de la Paix (Paris).